# Don McAllister
Donald McAllister, più conosciuto con il diminutivo Don McAllister (Radcliffe, 26 maggio 1953) è un allenatore di calcio ed ex calciatore inglese, di ruolo difensore.

## Carriera

### Giocatore
Esordisce tra i professionisti nella stagione 1970-1971 all'età di 17 anni con la maglia del Bolton, che a fine stagione retrocede dalla seconda alla terza divisione inglese, categoria in cui McAllister gioca stabilmente da titolare nel biennio successivo, fino alla vittoria del campionato 1972-1973 ed alla conseguente promozione in seconda divisione, categoria in cui gioca con i Trotters dal 1973 al 1975.
Nella parte conclusiva della stagione 1974-1975 dopo complessive 156 presenze e 2 reti in partite di campionato con il Bolton viene ceduto per 80000 sterline al Tottenham, club di prima divisione, con cui conclude la stagione giocando 7 partite di campionato; dopo un'ulteriore stagione da titolare agli Spurs (35 presenze e 2 reti nella First Division 1975-1976), nella stagione 1976-1977 gioca 12 partite per poi essere ceduto in prestito ai Washington Diplomats, con la cui maglia nel 1977 gioca 25 partite nella NASL. Fa quindi ritorno al Tottenham, con cui nelle stagioni 1978-1979 e 1979-1980 gioca stabilmente da titolare nella prima divisione inglese, in cui disputa poi ulteriori 19 partite nella stagione 1980-1981, arrivando così ad un totale di 146 presenze e 5 reti in carriera in prima divisione e di 209 presenze e 10 reti in tutte le competizioni ufficiali con il club (tra cui anche 26 presenze e 4 reti in seconda divisione nella stagione 1977-1978), con cui nella stagione 1980-1981 vince tra l'altro una FA Cup. Dal 1981 al 1983 gioca poi in seconda divisione con il Charlton; chiude infine la carriera nel 1984 dopo due brevi parentesi con i T.B. Rowdies (una presenza nella NASL) ed il Rochdale (3 presenze nella quarta divisione inglese nelle prime settimane della stagione 1984-1985).

### Allenatore
Nella stagione 1985-1986 allena il Barnet, club di Alliance Premier League (quinta divisione e più alto livello calcistico inglese al di fuori della Football League).

## Palmarès

### Giocatore

#### Competizioni nazionali
- Coppa d'Inghilterra: 1

Tottenham: 1980-1981
- Third Division: 1

Bolton: 1972-1973